# Tsuchiya Holdings
K.K. Tsuchiya Holdings (jap. 株式会社土屋ホールディングス, kabushiki kaisha Tsuchiya hōrudingusu, engl. Tsuchiya Holdings Co., Ltd.) ist ein japanisches Wohnungsbau- und Immobilienunternehmen mit Sitz in Sapporo, Hokkaidō. Die Aktien werden an der Börse von Sapporo und im zweiten Segment der Tokioter Börse gehandelt. Bis 2008 hieß das Unternehmen K.K. Tsuchiya Home (株式会社土屋ホーム, kabushiki-gaisha Tsuchiya hōmu, engl. Tsuchiya Co. Ltd.), seitdem eine hundertprozentige Tochter von Tsuchiya Holdings.
Hauptgeschäft des Unternehmens ist der Bau und Verkauf von Wohnhäusern vor allem in Ost- und Nordjapan. Im Geschäftsjahr 2008/09 (November bis Oktober) erwirtschaftete Tsuchiya Holdings ein Konzernbetriebsergebnis von 148 Millionen Yen.

## Sportsponsor
Tsuchiya Home unterhält eine eigene Mannschaft im Nordischen Skisport, das „Tsuchiya Home Ski Team“ (土屋ホームスキー部, Tsuchiya hōmu sukī-bu), zu der die Skispringer Noriaki Kasai, Ryōyū Kobayashi und Yūki Itō gehören. Coach der Mannschaft ist der ehemalige tschechische Nationaltrainer Richard Schallert.